# Gallur
Gallur ist eine spanische Gemeinde in der Provinz Saragossa der Autonomen Region Aragonien. Sie liegt im Nordwesten der Comarca Ribera Alta del Ebro direkt am Ebro, zirka 50 Kilometer nordwestlich der Provinzhauptstadt Saragossa und gut fünf Kilometer nördlich der Autobahn AP-68 (Autopista Vasco-Aragonesa).

## Geschichte
In der Zeit des Bürgerkrieges befand sich in Gallur ein Feldflugplatz der Nationalspanier, den auch Teile der deutschen Legion Condor insbesondere während der Schlacht von Teruel nutzten. Hierzu zählte die 1. Staffel der Jagdgruppe 88 (1.J/88).